# Gwatemalska Partia Pracy
Partido Guatemlateco del Trabajo – powstała w 1923 z przekształcenia Zjednoczonej Partii Socjalistycznej (założonej z kolei w 1921).
W 1932 została zdelegalizowana. Reaktywowała działalność po obaleniu dyktatury wojskowej w 1944. W 1947 przyjęła nazwę Awangardy Ludowej, a w latach 1949-1952 działała pod nazwą Komunistycznej Partii Gwatemali. Opowiedziała się za reformami gospodarczo-społecznymi prezydenta Jacobo Arbenza (rewolucja gwatemalska). Gdy w 1954 Arbenz został obalony w puczu, partię zdelegalizowano.
W 1968 jej przedstawiciele udzielili czynnego poparcia walce partyzanckiej okresu wojny domowej współtworząc Powstańcze Siły Zbrojne. Opowiadali się za walką zbrojną jako drogą rozwoju rewolucji w kraju. Odnotowano udział partii w międzynarodowych Naradach Partii Komunistycznych i Robotniczych w Moskwie 2 1957, 1960 i 1969. Organ prasowy partii stanowiło czasopismo La Verdad.